# Deutscher Jugendfilmpreis
Der Deutsche Jugendfilmpreis ist ein bundesweites Forum für die Filmproduktionen von Kindern, Jugendlichen und jungen Erwachsenen. Der Wettbewerb wird seit 1988 ausgeschrieben und zählt mit jährlich über 600 Einreichungen zu den reichweitenstärksten Veranstaltungen seiner Art. Die Organisation liegt in der Verantwortung des Deutschen Kinder- und Jugendfilmzentrums (KJF), das den Wettbewerb im Auftrag des Bundesministeriums für Familie, Senioren, Frauen und Jugend jedes Jahr durchführt. Jedes Jahr werden Preise im Gesamtwert von 12.000 Euro vergeben. Die Ausschreibung startet jeweils im September eines Jahres und endet im Januar des Folgejahres.

## Geschichte
Unter dem Namen Jugend-Video-Preis wurde der Wettbewerb bereits 1985 gegründet. Damals richtete sich die Auszeichnung ausschließlich an professionelle und kommerzielle Videoproduktionen. Ziel des Preises war es, die Flut der auf den Verleih- und Verkaufsmarkt strömenden Produktionen für Kinder und Jugendliche übersichtlicher zu machen und Eltern unabhängige Empfehlungen zu geben. Bereits 1988 wurde das Konzept des Wettbewerbs überarbeitet. Unter dem Namen Jugend und Video sollte fortan auch die aktive Medienarbeit von Kindern und Jugendlichen gezielt gefördert werden. Foren und Seminare sollten ihnen zusätzliche Hilfestellungen geben, um ihre Produktionen zu präsentieren und zu diskutieren. Parallel dazu blieb der Jugend-Video-Preis in seiner Zielsetzung bestehen.
2001 wurden die beiden Wettbewerbe Jugend und Video und Deutscher Jugend-Video-Preis unter dem neuen Label Deutscher Jugendvideopreis zusammengefasst – aufgeteilt in die Sektionen Young Media: Produktionen von Jugendlichen und Professional Media: Produktionen für Jugendliche. Die Verknüpfung von Nachwuchs- und Profiszene sollte entschiedener gefördert werden, um der Nachwuchsszene auch berufliche Orientierungsmöglichkeiten zu bieten. Ab dem Jahr 2002 wurde der Bereich Professional Media schließlich komplett vom Wettbewerb entkoppelt. Unter dem Namen Deutscher Jugendvideopreis richtet er sich fortan ausschließlich an junge Filmemacherinnen und Filmemacher aus dem nicht-kommerziellen Bereich.
2016 wurde der Wettbewerb erneut umbenannt. Aus dem Deutschen Jugendvideopreis wird der Deutsche Jugendfilmpreis. Mit dieser Umbenennung trugen die Veranstalter den aktuellen technischen Entwicklungen Rechnung und grenzten sich begrifflich von der YouTuber- und Webvideo-Szene ab. Das Konzept des Wettbewerbs blieb jedoch unverändert. Nach wie vor werden die besten Filmproduktionen von Kindern, Jugendlichen und jungen Erwachsenen bis 25 Jahre prämiert.

## Wettbewerbsbedingungen
Der Wettbewerb ist offen für alle Themen und Umsetzungsformen. Zusätzliche Gewinnchancen bietet das jährlich wechselnde Jahresthema, das vom Veranstalter vorgegeben wird. Teilnehmen können Kinder, Jugendliche und junge Erwachsene bis zum Alter von 25 Jahren, die allein oder in einer Gruppe einen Film realisiert und ihren Wohnsitz in Deutschland haben. Die eingereichten Produktionen müssen in den letzten 2 Jahren entstanden sein.

## Preisstruktur des Wettbewerbs
Alle Einreichungen werden in vier verschiedenen Altersgruppen und zwei Sonderkategorien bewertet:
- Altersgruppe A: 00–10 Jahre
- Altersgruppe B: 11–15 Jahre
- Altersgruppe C: 16–20 Jahre
- Altersgruppe D: 21–25 Jahre

Sonderkategorien:
Jahresthema: Jedes Jahr schreiben der Deutsche Jugendfilmpreis ein spezifisches Thema aus, zu dem Filme eingereicht werden können. Die Einreichungen zum Jahresthema werden unabhängig vom Alter der Einreichenden bewertet. Hier überzeugen einzig und allein gute Ideen und natürlich der Bezug zum vorgegebenen Thema.
Team-Award: Mit dem Team-Award zeichnet der Deutsche Jugendfilmpreis die originellsten Produktionen aus diesen Kontexten aus. Bewertet wird hier nicht nur das filmische Ergebnis, sondern vor allem auch Aspekte wie der Entstehungsprozess und die Teamleistung.

## Das Bundes.Festival.Film.
Die besten Einreichungen aus dem Deutschen Jugendfilmpreis sowie aus dem Deutschen Generationenfilmpreis werden im Juni jeden Jahres beim Bundes.Festival.Film. präsentiert und ausgezeichnet. Das Festival findet an immer wieder neuen Austragungsorten in Deutschland statt. Die nominierten Filmemacher werden vom Veranstalter zum Festival eingeladen, präsentieren ihren Film vor Publikum, stellen sich den Fragen der Zuschauer und haben Gelegenheit, sich mit anderen Filmschaffenden auszutauschen und zu vernetzen. Zuletzt fand das Bundes.Festival.Film. in Augsburg statt. In den Jahren 2024 und 2025 gastiert das Festival in Duisburg.